# Wahnwegen
Wahnwegen település Németországban, Rajna-vidék-Pfalz tartományban. Lakosainak száma 652 fő (2023. december 31.).

## Népesség
A település népességének változása:
| Lakosok száma | 746  | 695  | 687  | 672  | 666  | 652  |
|               | 1975 | 2017 | 2019 | 2021 | 2022 | 2023 |